# Monterosi Tuscia Football Club 2023-2024
Questa voce raccoglie le informazioni riguardanti il Monterosi Tuscia Football Club nelle competizioni ufficiali della stagione 2023-2024.

## Stagione
Nella stagione 2023-2024 il Monterosi Tuscia disputa il girone C del campionato di Serie C, raccoglie 35 punti con il penultimo posto in classifica. Per ottenere di mantenere la categoria deve disputare il Play-out contro il Potenza, perde (0-1) l'andata, pareggia (1-1) il ritorno in Basilicata, e retrocede in Serie D con Brindisi e Virtus Francavilla. Per i biancorossi in questa stagione negativa, non sono bastati nemmeno quattro cambi di allenatore per mantenere la prestigiosa categoria. Nella Coppa Italia di Serie C la squadra romana viene eliminata nel primo turno, sconfitta in casa al Bonolis di Teramo, dove il Monterosi Tuscia gioca le gare interne, dal Perugia (1-3).

## Divise e sponsor
Le maglie del Monterosi sono biancorosse con calzoncini bianchi. Il fornitore tecnico per la stagione 2023-2024 è Umbro. Lo sponsor di maglia è Maury's.
| Casa | Trasferta | Terza divisa |

## Rosa
| N. |                   | Ruolo | Calciatore                |
| -- | ----------------- | ----- | ------------------------- |
| 1  | Italia (bandiera) | P     | Davide Mastrantonio       |
| 3  | Italia (bandiera) | D     | Alessandro Di Renzo       |
| 4  | Italia (bandiera) | C     | Francesco Verde           |
| 5  | Italia (bandiera) | D     | Alessandro Crescenzi      |
| 6  | Italia (bandiera) | D     | Lorenzo Borri             |
| 7  | Italia (bandiera) | C     | Alessandro Di Paolantonio |
| 8  | Italia (bandiera) | A     | Davide Di Francesco       |
| 9  | Italia (bandiera) | A     | Rocco Costantino          |
| 9  | Italia (bandiera) | A     | Umberto Eusepi            |
| 10 | Italia (bandiera) | C     | Marco Frediani            |
| 11 | Ghana (bandiera)  | A     | Joseph Ekuban             |
| 11 | Italia (bandiera) | A     | Alessandro Rossi          |
| 12 | Italia (bandiera) | P     | Andrea Rigon              |
| 13 | Italia (bandiera) | D     | Davide Cinaglia           |
| 15 | Italia (bandiera) | D     | Pietro Giordani           |
| 16 | Italia (bandiera) | D     | Angelo Tartaglia          |
| 17 | Italia (bandiera) | C     | Tommaso Fantacci          |
| 18 | Italia (bandiera) | C     | Samuele Parlati           |
| 19 | Italia (bandiera) | D     | Danilo Piroli             |

| N. |                     | Ruolo | Calciatore         |
| -- | ------------------- | ----- | ------------------ |
| 20 | Italia (bandiera)   | D     | Luca Bittante      |
| 21 | Italia (bandiera)   | C     | Francesco Perrotta |
| 21 | Italia (bandiera)   | C     | Lorenzo Gavioli    |
| 22 | Italia (bandiera)   | P     | Daniele Santilli   |
| 23 | Italia (bandiera)   | D     | Simone Sini        |
| 24 | Italia (bandiera)   | A     | Francesco Golfo    |
| 25 | Italia (bandiera)   | C     | Daniele Altobelli  |
| 25 | Italia (bandiera)   | C     | Mirko Gori         |
| 27 | Italia (bandiera)   | D     | Roberto Crivello   |
| 28 | Italia (bandiera)   | C     | Bruno Conti        |
| 29 | Italia (bandiera)   | A     | Filippo Palazzino  |
| 30 | Italia (bandiera)   | C     | Filippo Tolomello  |
| 32 | Italia (bandiera)   | C     | Fabio Scarsella    |
| 33 | Germania (bandiera) | D     | Emmanuel Mbende    |
| 67 | Italia (bandiera)   | P     | Francesco Forte    |
| 77 | Italia (bandiera)   | A     | Gabriele Ferreri   |
| 91 | Italia (bandiera)   | A     | Michele Vano       |
| 99 | Italia (bandiera)   | A     | Andrea Silipo      |

## Calciomercato

### Sessione estiva(dall'1/7 all'1/9)
| Acquisti | Acquisti             | Acquisti           | Acquisti      |
| R.       | Nome                 | da                 | Modalità      |
| -------- | -------------------- | ------------------ | ------------- |
| P        | Davide Mastrantonio  | Roma               | prestito      |
| P        | Andrea Rigon         | Monte Prodeco      | svincolato    |
| P        | Daniele Santilli     | Albalonga          | svincolato    |
| D        | Damiano Cancellieri  | Perugia            | fine prestito |
| D        | Davide Cinaglia      | Juve Stabia        | svincolato    |
| D        | Alessandro Crescenzi | Pescara            | svincolato    |
| D        | Simone Sini          | Alessandria        | svincolato    |
| C        | Daniele Altobelli    | Juve Stabia        | svincolato    |
| C        | Bruno Conti          | Verona             | prestito      |
| C        | Tommaso Fantacci     | Empoli             | svincolato    |
| C        | Marco Frediani       | Siena              | svincolato    |
| C        | Francesco Perrotta   | Ostia Mare         | svincolato    |
| A        | Joseph Ekuban        | Virtus Francavilla | definitivo    |
| A        | Filippo Palazzino    | Ascoli             | prestito      |
| A        | Andrea Silipo        | Palermo            | definitivo    |
| A        | Michele Vano         | Perugia            | svincolato    |

| Cessioni | Cessioni              | Cessioni           | Cessioni      |
| R.       | Nome                  | a                  | Modalità      |
| -------- | --------------------- | ------------------ | ------------- |
| P        | Marco Alia            | Skënderbeu         | svincolato    |
| P        | Umberto Basile        |                    | svincolato    |
| P        | Francesco Forte       | Virtus Francavilla | prestito      |
| P        | Giacomo Moretti       | Aglianese          | svincolato    |
| D        | Damiano Cancellieri   | Perugia            | definitivo    |
| D        | Salvatore Santoro     | Pisa               | fine prestito |
| C        | Riccardo Burgio       | Turris             | svincolato    |
| C        | Matteo Gasperi        | Renate             | svincolato    |
| C        | Iacopo Lipani         | Virtus Entella     | fine prestito |
| A        | Massimiliano Carlini  | Terracina          | svincolato    |
| A        | Vincenzo Della Pietra | Juve Stabia        | fine prestito |
| A        | Alessandro Rossi      | Lazio              | fine prestito |
| A        | Antonio Santarpia     | Aglianese          | svincolato    |
| A        | Riccardo Tonin        | Foggia             | fine prestito |
| A        | Pablo Vitali          | Foggia             | fine prestito |

## Risultati

### Serie C

#### Girone di andata
| Arbitro: | Di Reda (Molfetta) |

|            |           |                                           |
| Silipo 55’ | Marcatori | 48’ (rig.) Candellone 68’ Leone 73’ Baldi |

| Arbitro: | Restaldo (Ivrea) |

|                                |           |                     |
| Starita 14’ Borello 25’ (rig.) | Marcatori | 28’, 32’ Costantino |

| Arbitro: | Vogliacco (Bari) |

|                         |           |                              |
| Frediani 50’ Silipo 56’ | Marcatori | 15’ Mastroianni 90+3’ Jallow |

| Arbitro: | Vingo (Pisa) |

|                            |           |                |
| Sini 60’ (aut.) Bunino 89’ | Marcatori | 37’ Costantino |

| Arbitro: | Bozzetto (Bergamo) |

|                           |           |                                    |
| Palazzino 10’ Parlati 73’ | Marcatori | 8’ Fabbro 43’ Antonini 66’ Kanouté |

| Arbitro: | Vergaro (Bari) |

|            |           |  |
| Monaco 83’ | Marcatori |  |

| Arbitro: | Gasperotti (Rovereto) |

|  |           |               |
|  | Marcatori | 25’ A. Curcio |

| Arbitro: | Luongo (Napoli) |

|  |           |                                        |
|  | Marcatori | 2’ Tascone 19’ Leonetti 90+2’ D'Andrea |

| Arbitro: | Madonia (Palermo) |

|                         |           |          |
| Marconi 50’ G. Gori 86’ | Marcatori | 43’ Vano |

| Arbitro: | Cerbasi (Arezzo) |

|                 |           |                     |
| Palazzino 90+3’ | Marcatori | 41’ (rig.) Giordani |

| Arbitro: | Zago (Conegliano) |

|  |           |                              |
|  | Marcatori | 29’ Sini 88’ D. Di Francesco |

| Arbitro: | Colaninno (Nola) |

|                 |           |                                   |
| Vano 14’ (rig.) | Marcatori | 27’ De Cristofaro 38’, 66’ Murano |

| Arbitro: | Gemelli (Messina) |

|                               |           |              |
| Crialese 16’ Bruzzaniti 90+3’ | Marcatori | 33’ Bittante |

| Arbitro: | Iannello (Messina) |

|          |           |  |
| Vano 74’ | Marcatori |  |

| Arbitro: | Gangi (Enna) |

|                         |           |              |
| Agazzi 14’ Ferrante 39’ | Marcatori | 86’ Bittante |

| Arbitro: | Iacobellis (Pisa) |

|  |           |                                   |
|  | Marcatori | 35’ Pacciardi 70’ (rig.) Emmausso |

| Arbitro: | Maccarini (Arezzo) |

|                                    |           |                |
| Salvemini 45+3’, 56’ Giorgione 61’ | Marcatori | 59’ Costantino |

| Arbitro: | Drigo (Portogruaro) |

|                                     |           |                                           |
| Costantino 14’, 37’ (rig.) Vano 86’ | Marcatori | 45+1’ Maestrelli 58’ Nocerino 63’ Maniero |

| Arbitro: | Catanzaro (Catanzaro) |

|                           |           |               |
| Salines 43’ Schenetti 45’ | Marcatori | 60’ Palazzino |

#### Girone di ritorno
| Arbitro: | Canci (Carrara) |

|                                   |           |                         |
| Candellone 24’ (rig.) Piscopo 73’ | Marcatori | 90+3’ Mbende 90+5’ Vano |

| Arbitro: | Vingo (Pisa) |

|                            |           |             |
| Di Francesco 14’ Verde 67’ | Marcatori | 59’ Borello |

| Arbitro: | Vergaro (Bari) |

|           |           |  |
| Fella 52’ | Marcatori |  |

| Teramo 27 gennaio 2024, ore 18:30 CET 23ª giornata | Monterosi Tuscia    | 0 – 0 referto | Brindisi | Stadio Gaetano Bonolis (260 spett.)\| Arbitro: \| Gigliotti (Cosenza) \| |
| Arbitro:                                           | Gigliotti (Cosenza) |               |          |                                                                          |

| Arbitro: | G. Sacchi (Macerata) |

|                                 |           |             |
| Kanouté 9’ (rig.) Orlando 90+5’ | Marcatori | 35’ Parlati |

| Arbitro: | Totaro (Lecce) |

|          |           |              |
| Vano 41’ | Marcatori | 90’ Saporiti |

| Arbitro: | Catanoso (Reggio Calabria) |

|                                                       |           |                               |
| Carretta 31’ (rig.), 76’ Bacchetti 63’ Rovaglia 90+1’ | Marcatori | 3’ Piroli 15’ Mbende 90’ Vano |

| Arbitro: | Milone (Taurianova) |

|                |           |                      |
| Capomaggio 40’ | Marcatori | 2’ Piroli 14’ Eusepi |

| Arbitro: | Delrio (Reggio Emilia) |

|          |           |              |
| Vano 87’ | Marcatori | 10’ Patierno |

| Arbitro: | Restaldo (Ivrea) |

|            |           |              |
| Kontek 83’ | Marcatori | 30’ A. Rossi |

| Arbitro: | Mucera (Palermo) |

|                   |           |  |
| Eusepi 23’ (rig.) | Marcatori |  |

| Arbitro: | Leone (Barletta) |

|                                                                |           |            |
| Santarcangelo 39’ Albadoro 47’ Ciko 68’, 90+5’ E. Esposito 75’ | Marcatori | 57’ Eusepi |

| Arbitro: | Grasso (Ariano Irpino) |

|              |           |  |
| Eusepi 45+1’ | Marcatori |  |

| Arbitro: | Nicolini (Brescia) |

|                          |           |  |
| Biondi 73’ Artistico 85’ | Marcatori |  |

| Arbitro: | De Angeli (Milano) |

|          |           |            |
| Vano 67’ | Marcatori | 60’ Pinato |

| Arbitro: | Mirabella (Napoli) |

|                           |           |            |
| Rosafio 44’ Plescia 45+3’ | Marcatori | 72’ Eusepi |

| Arbitro: | Crezzini (Siena) |

|                                     |           |               |
| Eusepi 28’, 48’ (rig.) Silipo 90+4’ | Marcatori | 80’ Salvemini |

| Torre del Greco 21 aprile 2024, ore 20:00 CEST 37ª giornata | Turris             | 0 – 0 referto | Monterosi Tuscia | Stadio Amerigo Liguori (2 721 spett.)\| Arbitro: \| Scatena (Avezzano) \| |
| Arbitro:                                                    | Scatena (Avezzano) |               |                  |                                                                           |

| Arbitro: | Cavaliere (Paola) |

|               |           |  |
| Scarsella 89’ | Marcatori |  |

#### Play-out
| Arbitro: | Bordin (Bassano del Grappa) |

|  |           |              |
|  | Marcatori | 65’ Caturano |

| Arbitro: | Lovison (Padova) |

|                     |           |              |
| Caturano 55’ (rig.) | Marcatori | 62’ Di Renzo |

### Coppa Italia Serie C
| Arbitro: | Manzo (Torre Annunziata) |

|           |           |                                  |
| Piroli 6’ | Marcatori | 21’ Torrasi 44’ Vulikić 56’ Lisi |

## Statistiche

### Statistiche di squadra
| Competizione         | Punti | In casa | In casa | In casa | In casa | In casa | In casa | In trasferta | In trasferta | In trasferta | In trasferta | In trasferta | In trasferta | Totale | Totale | Totale | Totale | Totale | Totale | DR  |
| Competizione         | Punti | G       | V       | N       | P       | Gf      | Gs      | G            | V            | N            | P            | Gf           | Gs           | G      | V      | N      | P      | Gf     | Gs     | DR  |
| -------------------- | ----- | ------- | ------- | ------- | ------- | ------- | ------- | ------------ | ------------ | ------------ | ------------ | ------------ | ------------ | ------ | ------ | ------ | ------ | ------ | ------ | --- |
| Serie C              | 35    | 19      | 6       | 7       | 6       | 24      | 23      | 19           | 2            | 4            | 13           | 21           | 36           | 38     | 8      | 11     | 19     | 43     | 62     | -19 |
| Coppa Italia Serie C | -     | 1       | 0       | 0       | 1       | 1       | 3       | 0            | 0            | 0            | 0            | 0            | 0            | 1      | 0      | 0      | 1      | 1      | 3      | -2  |
| Totale               | 35    | 20      | 6       | 7       | 7       | 25      | 26      | 17           | 2            | 4            | 13           | 21           | 36           | 39     | 8      | 11     | 20     | 44     | 65     | -21 |

### Andamento in campionato
| Giornata  | 1  | 2  | 3  | 4  | 5  | 6  | 7  | 8  | 9  | 10 | 11 | 12 | 13 | 14 | 15 | 16 | 17 | 18 | 19 | 20 | 21 | 22 | 23 | 24 | 25 | 26 | 27 | 28 | 29 | 30 | 31 | 32 | 33 | 34 | 35 | 36 | 37 | 38 |
| --------- | -- | -- | -- | -- | -- | -- | -- | -- | -- | -- | -- | -- | -- | -- | -- | -- | -- | -- | -- | -- | -- | -- | -- | -- | -- | -- | -- | -- | -- | -- | -- | -- | -- | -- | -- | -- | -- | -- |
| Luogo     | C  | T  | C  | T  | C  | T  | C  | C  | T  | C  | T  | C  | T  | C  | T  | C  | T  | C  | T  | T  | C  | T  | C  | T  | C  | T  | T  | C  | T  | C  | T  | C  | T  | C  | T  | C  | T  | C  |
| Risultato | P  | N  | N  | P  | P  | P  | P  | P  | P  | N  | V  | P  | P  | V  | P  | P  | P  | N  | P  | N  | V  | P  | N  | P  | N  | P  | V  | N  | N  | V  | P  | V  | P  | N  | P  | V  | N  | V  |
| Posizione | 18 | 15 | 14 | 19 | 19 | 20 | 20 | 20 | 20 | 20 | 20 | 20 | 20 | 20 | 20 | 20 | 20 | 20 | 20 | 20 | 20 | 20 | 20 | 20 | 20 | 20 | 19 | 19 | 19 | 19 | 19 | 18 | 19 | 19 | 19 | 19 | 19 | 19 |

Legenda:

Luogo: C = Casa; T = Trasferta. Risultato: V = Vittoria; N = Pareggio; P = Sconfitta.